# Justicia cavernarum
Justicia cavernarum är en akantusväxtart som beskrevs av Ferdinand von Mueller. Justicia cavernarum ingår i släktet Justicia och familjen akantusväxter. Inga underarter finns listade i Catalogue of Life.